# Kylie Christmas: Snow Queen Edition
A Kylie Christmas: Snow Queen Edition Kylie Minogue ausztrál énekesnő tizenharmadik stúdióalbuma és egyben első karácsonyi lemezének a 2015-ben megjelent Kylie Christmas-nek az újrakiadott verziója. Az album 2016. november 25-én jelent meg a Parlophone kiadónál. Egy évvel az eredeti verzió megjelenése után adták ki és hat új dalt tartalmaz. A lemez népszerűsítése miatt Minogue számos televíziós fellépést és szereplést vállalt. Ezek mellett még két koncertet szintén adott a Royal Albert Hall-ban Londonban a lemez további népszerűsítése érdekében, melyek az A Kylie Christmas koncert széria részeit képezték 2016 decemberében.

## Kiadás
Minogue 2016. november 2-án jelentette be a Kylie Christmas: Snow Queen Edition kiadását. 2016. november 4-től lehetett az albumot előrendelni világszerte Minogue hivatalos honlapján. Világszerte 2016. november 25-én jelent meg CD-n és digitális formátumban.

## Promóció
Az album európai népszerűsítése kapcsán Minogue előadta a „Night Fever”-t a napi francia Quotidien című híradó műsorban. 2016. december 6-án Minogue előadta az „At Christmas”-t, a „Can’t Get You Out of My Head”-et és Mika-val a „Wonderful Christmastime”-ot az olasz Stasera Casa Mika című műsorban. Az album szintén meg lett támogatva két fellépéssel a Royal Albert Hall-ban 2016. december 9-én és 10-én az A Kylie Christmas koncertsorozat részeként. A következő napon a televízióban le lett adva az „At Christmas” a The Jonathan Ross Show-ban illetve az „Everybody’s Free (To Feel Good)” a The X Factor döntőjében. 2016. december 16-án Minogue előadta a „Night Fever”-t a Dancing with the Stars francia verziójában.

## Kislemezek
Az „At Christmas” lett kiadva az album első kislemezeként. Ez 2016. november 4-én lett bejelentve, miután a lemez előrendelhetővé vált Minogue hivatalos oldalán. A dal premierje november 22-én volt a The Chris Evans Breakfast Show-ban a BBC Radio 2-n. A „Wonderful Christmastime” Mika-val lett az album második kislemeze, mely 2016. december 9-től került az olasz rádiók műsorára.

## Számlista
|     | Cím                                                 | Szerző(k)                                                    | Producer(ek)                         | Hossz |
| --- | --------------------------------------------------- | ------------------------------------------------------------ | ------------------------------------ | ----- |
| 1.  | It’s the Most Wonderful Time of the Year            | Edward Pola, George Wyle                                     | Steve Anderson                       | 2:44  |
| 2.  | Santa Claus Is Coming to Town (feat. Frank Sinatra) | Haven Gillespie, John Frederick Coots                        | Charles Pignone, Anderson            | 2:15  |
| 3.  | Winter Wonderland                                   | Richard B. Smith, Felix Bernard                              | Anderson                             | 1:53  |
| 4.  | Only You (feat. James Corden)                       | Vince Clarke                                                 | Anderson                             | 3:05  |
| 5.  | Stay Another Day                                    | Tony Mortimer, Rob Kean, Dominic Hawken                      | Anderson                             | 3:40  |
| 6.  | Christmas Wrapping (feat. Iggy Pop)                 | Chris Butler                                                 | Anderson                             | 5:05  |
| 7.  | At Christmas                                        | Peter Wallevik, Daniel Davidsen, Patrick Joseph Devine       | Wallevik, Davidsen, Eric J. Dubowsky | 3:46  |
| 8.  | I’m Gonna Be Warm This Winter                       | Hank Hunter, Mark Barkan                                     | Anderson                             | 2:29  |
| 9.  | Every Day’s Like Christmas                          | Chris Martin, Mikkel Eriksen, Tor Hermansen                  | {Stargate, Anderson                  | 4:12  |
| 10. | Wonderful Christmastime (feat. Mika)                | Paul McCartney                                               | Anderson                             | 3:42  |
| 11. | 100 Degrees (feat. Dannii Minogue)                  | Kylie Minogue, Ash Howes, Richard Stannard, Anderson         | Howes, Stannard, Anderson            | 4:31  |
| 12. | Let It Snow                                         | Jule Styne, Sammy Cahn                                       | Anderson                             | 1:56  |
| 13. | I Wish It Could Be Christmas Everyday               | Roy Wood                                                     | Anderson                             | 4:14  |
| 14. | White December                                      | Minogue, Karen Poole, Matt Prime                             | Prime                                | 3:07  |
| 15. | 2000 Miles                                          | Chrissie Hynde                                               | Anderson                             | 3:34  |
| 16. | Santa Baby                                          | Joan Javits, Philip Springer, Tony Springer                  | Chong Lim, Anderson                  | 3:22  |
| 17. | Christmas Isn’t Christmas ‘Til You Get Here         | Minogue, Poolek, Anderson                                    | Anderson                             | 3:03  |
| 18. | Have Yourself a Merry Little Christmas              | Hugh Martin, Ralph Blane                                     | Anderson                             | 3:22  |
| 19. | Oh Santa                                            | Minogue, Howes, Stannard, Anderson                           | Anderson                             | 2:38  |
| 20. | Cried Out Christmas                                 | Minogue, Poole, Prime                                        | Prime                                | 3:44  |
| 21. | Christmas Lights                                    | C. Martin, Guy Berryman, Jonathan Buckland, William Champion | Anderson                             | 4:06  |
| 22. | Everybody’s Free (To Feel Good)                     | Nigel Swanston, Tim Cox                                      | Anderson                             | 2:10  |